# The Colonial Advocate

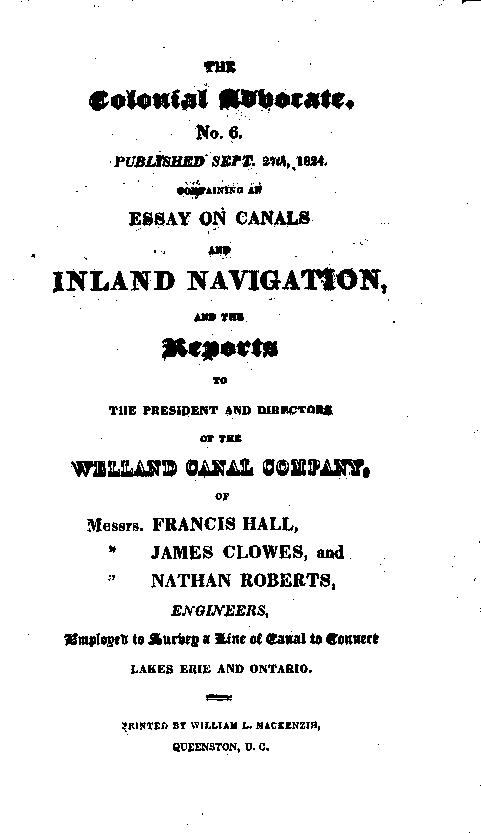
Couverture du Colonial Advocate du 27 septembre 1824.

The Colonial Advocate était un journal publié par William Lyon Mackenzie en 1824 à partir de son domicile à Queenston avant qu'il déménage sa presse à Toronto. L' Advocate demande une réforme du gouvernement de la colonie du Haut-Canada et sera publié de façon irrégulière pendant dix ans. 